# Santuário de Nossa Senhora de Knock
 O Santuário de Nossa Senhora de Knock, normalmente chamado apenas de Santuário de Knock ( em irlandês:  Cnoc Mhuire, "Hill of Mary" ou "Mary's Hill" ), é um local de peregrinação católica romana e Santuário Nacional na vila de Knock, Condado de Mayo, Irlanda, onde observadores afirmaram que houve uma aparição da Bem-aventurada Virgem Maria, São José, São João Evangelista, anjos e Jesus Cristo ( o Cordeiro de Deus ) em 1879.

## Era moderna
Uma série de curas e favores estão associados aos visitantes do Santuário de Nossa Senhora de Knock e aqueles que afirmam ter sido curados aqui ainda deixam muletas e paus no local onde se acredita ter ocorrido a aparição. Cada diocese irlandesa faz uma peregrinação anual ao Santuário Mariano e a novena de Knock de nove dias atrai dez mil peregrinos todo mês de agosto. O milagre também é conhecido como Nossa Senhora de Knock pela igreja.
- No Dia de Todos os Santos de 1945, o Papa Pio XII abençoou a bandeira de Knock na Basílica de São Pedro em Roma e a decorou com uma medalha especial.[3]
- No Dia da Candelária em 1960, o Papa João XXIII apresentou uma vela especial a Knock.
- Em 6 de junho de 1974, a pedra fundamental da Basílica de Nossa Senhora, Rainha da Irlanda, em Knock, foi abençoada pelo Papa Paulo VI.
- Em 30 de setembro de 1979, o Papa João Paulo II visitou o santuário para comemorar o centenário da aparição. Durante aquela visita histórica, o Papa dirigiu-se aos enfermos e enfermeiras, celebrou a missa, estabeleceu a igreja do santuário como uma basílica, entregou uma vela e a Rosa de Ouro ao santuário e se ajoelhou em oração na parede da aparição.[1]
- Em 26 de agosto de 2018, o Papa Francisco visitou o santuário em Knock como parte de uma visita à Irlanda para o 9º Encontro Mundial de Famílias

O complexo incorpora cinco igrejas, incluindo a Capela das Aparições, Igreja Paroquial e Basílica, Centro de Livros Religiosos, Parque de Caravanas e Campismo, Museu Knock, Café le Chéile e Hotel Knock House. Os serviços no Santuário incluem peregrinações organizadas, Missas e Confissões diárias, Unção dos Doentes, Serviço de Aconselhamento, Orientação de Oração e Pastoral Juvenil. Enquanto a igreja original ainda existe, uma nova capela das aparições com estátuas de Nossa Senhora, São José, o Cordeiro e São João Evangelista, foi construída ao lado dela. A Basílica de Knock é um edifício separado que mostra uma tapeçaria da aparição.

## História recente
Madre Teresa de Calcutá visitou o Santuário em junho de 1993.
O Congresso Eucarístico Nacional da Irlanda foi realizado no Santuário Mariano de Knock nos dias 25 e 26 de junho de 2011. Cerca de 13.000 peregrinos compareceram.
Embora tenha permanecido por quase 100 anos um importante local de peregrinação irlandesa, Knock se estabeleceu como um local religioso mundial em grande medida durante o último quarto do século XX, em grande parte devido ao trabalho de seu antigo pároco, Monsenhor James Horan. Horan presidiu uma grande reconstrução do local, com o fornecimento de uma nova grande basílica de Knock (a segunda na Irlanda) ao lado da velha igreja. Horan obteve do irlandês Taoiseach Charles Haughey milhões de libras em ajuda estatal para construir um grande aeroporto perto de Knock. O projeto foi condenado pela crítica da mídia. Na época, a economia irlandesa estava em depressão, com emigração maciça. Contrariando as expectativas dos críticos, no entanto, desde 2003, as companhias aéreas de bandeira, de baixo custo e regionais, incluindo Aer Lingus, MyTravelLite, Bmibaby, Ryanair, Aer Arann, Flybe, Lufthansa e EasyJet adicionaram rotas para o Reino Unido e Europa continental. Nem todos tiveram sucesso, mas em 2005 o aeroporto estava recebendo 500.000 passageiros por ano.
Em 13 de maio de 2017, o cardeal arcebispo Timothy M. Dolan celebrou uma missa de réquiem quando John Curry, a mais jovem testemunha da aparição de Knock, foi reenterrado no cemitério da Catedral de São Patrício em Lower Manhattan depois de ser desenterrado de um túmulo não identificado em Long Island.

## Pároco
O pároco no momento da aparição era o Reverendíssimo Bartolomeu Aloysius Cavanagh, que também era arquidiácono da diocese. Amplamente considerado um sacerdote sagrado, apesar de se aliar aos proprietários de terras contra o crescente movimento da Liga da Terra, ele foi nomeado pároco de Knock-Aghamore em 1867, e tinha cerca de 58 anos na época da aparição. Ele morreu em 1897 e está sepultado na Igreja Velha. 